# Horst Isola
Horst Isola (* 19. Juli 1939 in Bremen) ist ein deutscher Politiker (SPD) und ehemaliges Mitglied der Bremischen Bürgerschaft.

## Biografie

### Ausbildung und Beruf
Isola erwarb an einem Gymnasium das Abitur. Nach dem Abitur absolvierte er eine Ausbildung zum Rechtspfleger. Er war danach als Amtsanwalt tätig, dann Pressereferent und Referent für Strafvollzugsangelegenheiten beim damaligen Bremer Senator für Rechtspflege und Strafvollzug Wolfgang Kahrs (SPD). Von 1975 bis 1979 war er Leiter einer Jugendstrafanstalt. Bis 1987 wirkte er anschließend als Senatsrat.

### Politik
Isola ist Mitglied der SPD. Er wird dem linken Flügel der Partei zugerechnet. Er war als Nachfolger von Ilse Janz von 1991 bis 1992 Landesvorsitzender der SPD Bremen; ihm folgte 1993 Konrad Kunick in dem Amt. Er war Mitglied in verschiedenen Ausschüssen und Arbeitsgemeinschaften seiner Partei.
Seit 2010 ist er im Bund und in Bremen als Sprecher für die Gruppe der Laizisten in der SPD aktiv.
Er war vom 13. September 1987 bis 2003 Mitglied der Bremischen Bürgerschaft. Hier war er in verschiedene Deputationen und Ausschüssen tätig.
Seit 2018 ist er in der Sammlungsbewegung aufstehen aktiv.

### Weitere Mitgliedschaften
Isola war Mitglied des Rundfunkrats von Radio Bremen.

## Nachweise
1. ↑  taz vom 2. November 2010: „Mehr Republik, weniger Religion“.
2. ↑  Weser-Kurier vom 18. Januar 2019: „„Aufstehen“ ist in Bremen quicklebendig“.